# Rissjöarna, Jämtland
Rissjöarna är en sjö i Strömsunds kommun i Jämtland och ingår i Ångermanälvens huvudavrinningsområde. Sjön har en area på 0,44 kvadratkilometer och ligger 615,1 meter över havet. Rissjöarna H.616 ligger i Frostvikenfjällen Natura 2000-område.

## Delavrinningsområde
Rissjöarna ingår i det delavrinningsområde (715493-144803) som SMHI kallar för Utloppet av Rissjöarna H.616. Medelhöjden är 677 meter över havet och ytan är 3,94 kvadratkilometer. Räknas de 2 avrinningsområdena uppströms in blir den ackumulerade arean 7,36 kvadratkilometer. Vattendraget som avvattnar avrinningsområdet har biflödesordning 4, vilket innebär att vattnet flödar genom totalt 4 vattendrag innan det når havet efter 293 kilometer. Avrinningsområdet består mestadels av skog (68 procent) och sankmarker (11 procent). Avrinningsområdet har 0,44 kvadratkilometer vattenytor vilket ger det en sjöprocent på 11,1 procent.